# Країв
Краї́в — село в Україні, в Рівненському районі Рівненської області. Населення становить 601 особа.

## Історія
Згадується у 1583 році, коли то князь Острозький платив від Краєва за 8 дим., 5 підсудків. У 1657 році належало краківському каштеляну Янушові Острозькому. Село в тому ж сторіччі було знищене татарами. Після повстання 1831 і 1863 року віддано Ісуповим.
Наприкінці XIX століття в селі було 63 будинки та 407 мешканців, мурована церква 1739 року, церковно-парафіяльна школа.
У 1906 році село Бугринської волості Острозького повіту Волинської губернії. Відстань від повітового міста 17 верст, від волості 10. Дворів 70, мешканців 413.
З 2020 року у складі Острозької міської громади.

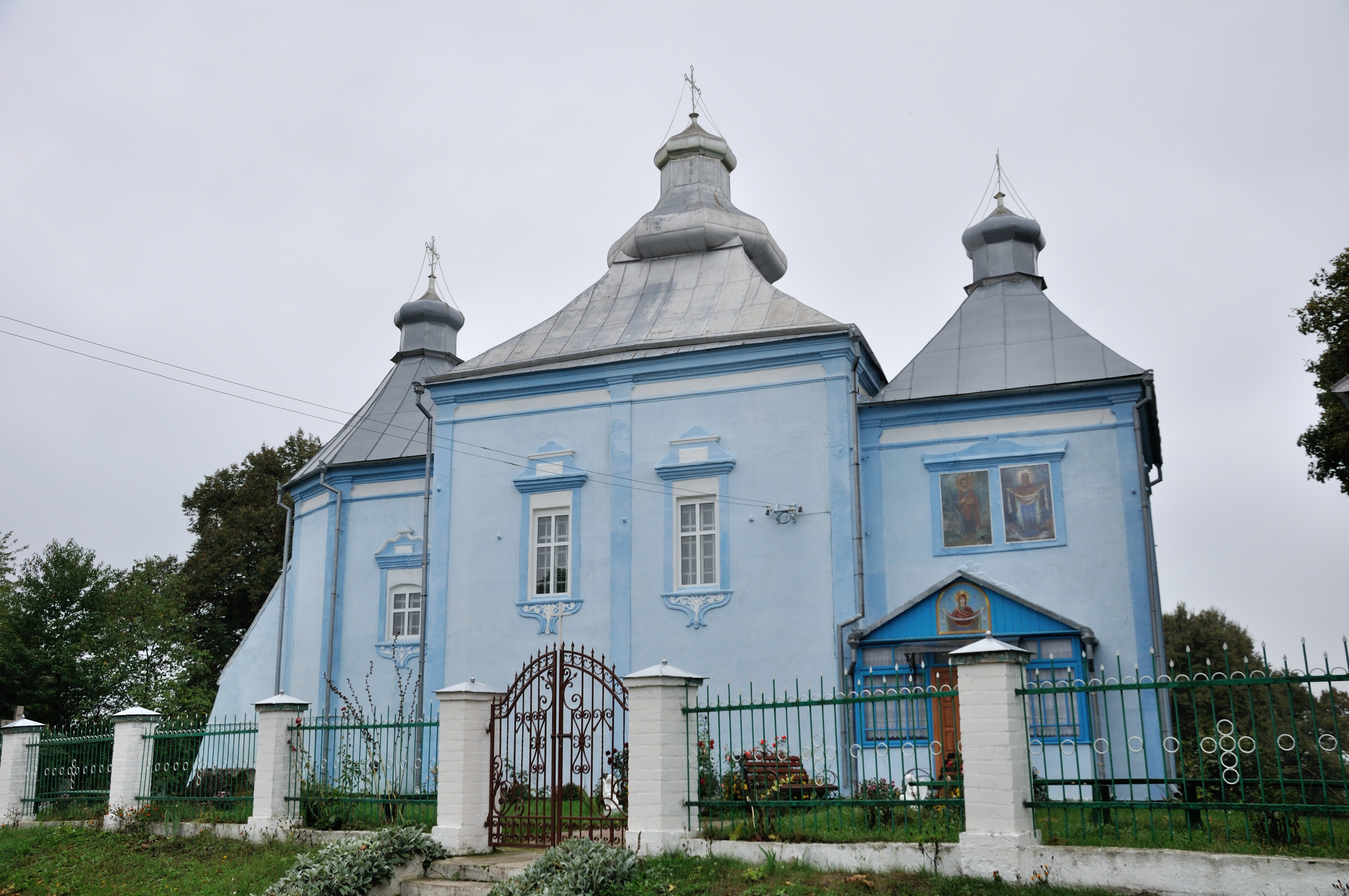
с. Країв. Церква Святої Покрови
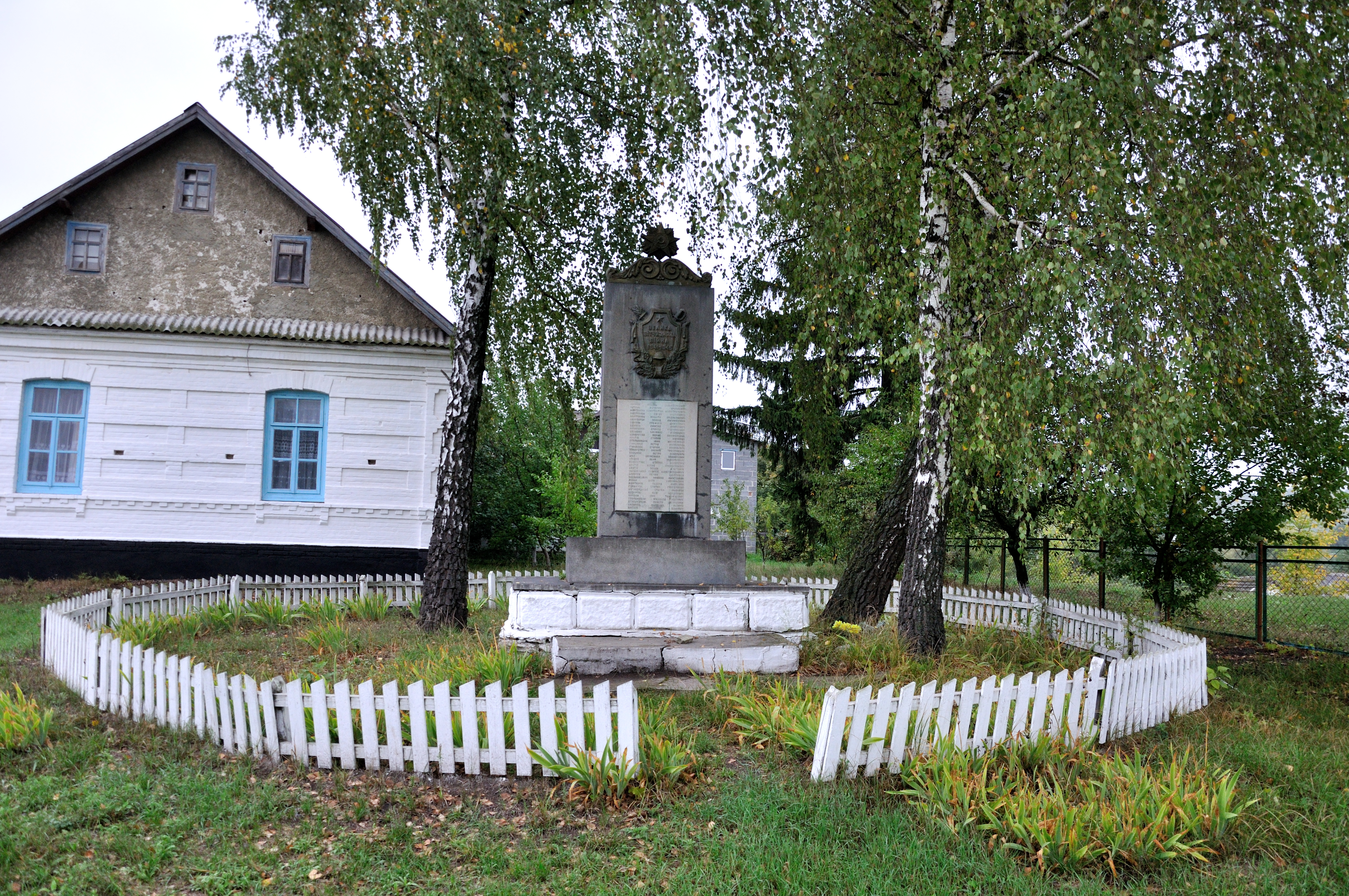
Пам'ятник воїнам-односельцям та жертвам німецько-радянської війни
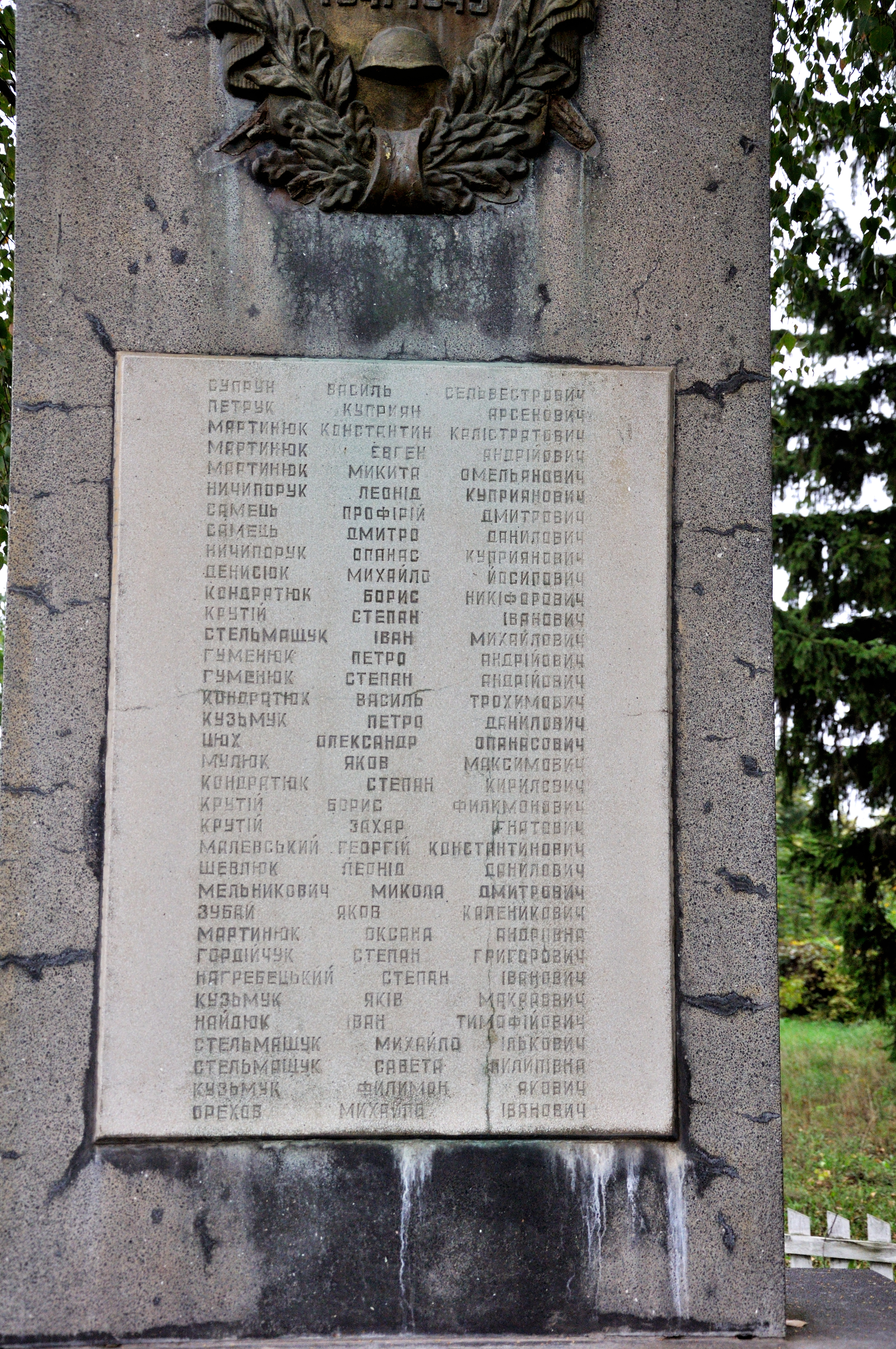
Пам'ятник воїнам-односельцям та жертвам німецько-радянської війни